# Ermatingen
Ermatingen é uma comuna da Suíça, no Cantão Turgóvia, com cerca de 2.581 habitantes. Estende-se por uma área de 10,64 km², de densidade populacional de 243 hab/km². Confina com as seguintes comunas: Costanza (Konstanz) (DE-BW), Gottlieben, Raperswilen, Reichenau (DE-BW), Salenstein, Tägerwilen, Wäldi.
A língua oficial nesta comuna é o Alemão.